# Jan de Brune
Jan (of Johan) de Brune "de Jonge" (Middelburg, 10 juli 1616 – aldaar begraven 22 oktober 1649) was een Zeeuwse schrijver en dichter.

## Levensgeschiedenis
Zijn vader is naar Indië vertrokken en bij een scheepsramp omgekomen, zodat zijn moeder van haar familie afhankelijk was om hem op te voeden. Hij had drie beroemde ooms: van vaderszijde Johan de Brune de Oude, pensionaris en boekenschrijver; van moederszijde de Leidse (na 1632 Amsterdamse) hoogleraar Gerardus Johannes Vossius (Gerardus Vossius) en de in Engeland wonende kunsthistoricus Franciscus Junius.
Jan de Brune heeft lang bij Vossius en Junius in huis gewoond, en omdat hij goed gebruik maakte van de daar aanwezige bibliotheken was hij al jong een zeer erudiet man. Zijn werken tonen dan ook een grote belezenheid. Zijn oom Johan de Brune had naam gemaakt met een bundel emblemata, die voorzien waren van enigszins Montaigne-achtige essays. Dit genre heeft De Brune de Jonge met verve beoefend, vooral in zijn meestgelezen werk, de Wetsteen der vernuften (1644).
Zijn proza kenmerkt zich door een frisse, directe stijl, gevoel voor humor en kennis van de literatuur van zijn tijd. Hij noemt en bespreekt Jacob Cats, Constantijn Huygens, Pieter Cornelisz. Hooft en Vondel, maar hij vermeldt geen toneelstukken en ook geen teksten van Bredero. De Brune overlijdt jong, in 1649; na zijn dood wordt uit zijn nagelaten papieren een tweede deel van de Wetsteen samengesteld (in 1659 door Pieter Niellius uitgegeven).

## Werken
De Wetsteen der vernuften (1644) is een bundel van veertig essays, enigszins in de stijl van Montaigne (zie Essais), aan wie De Brune ook een en ander ontleent. Hij bespreekt aan de hand van ongeveer 600 citaten een groot aantal feiten uit de geschiedenis en de literatuur. Thema’s zijn de liefde, de kunst, de menselijke geest en de godsdienst. Zijn kennis van de antieke kunstgeschiedenis en van geleerdenliteratuur over andere volkeren maakt dit boek interessant, zijn gevoel voor humor en relativering maakt het ook vermakelijk.
Eerder publiceerde Jan de Brune een bundel gedichten (Veirsjes, 1639). Hij schreef ook het geleerde voorwoord en de opdracht (aan Frederik Hendrik) bij een schildertraktaat van zijn oom Franciscus Junius. Dit boek, De Schilderkonst der Oude (1641) was de door Junius zelf vervaardigde Nederlandse vertaling van De picture veterum (1637).
Zijn verzamelde werken verschenen enkele malen in de zeventiende eeuw, de eerste maal onder de titel: Alle volgeestige werken van Jan de Brune de Jonge. Bestaande in I. Wetsteen der vernuften, of bequaam middel om van alle voorvallende zaken aardiglijk te leeren spreken. II. Iok en ernst, dat is, allerley deftige hofredenen, quinkslagen, boerteryen, raadzels, spreuken, vragen, antwoorden, gelijkenissen, &c. gevonden en gesproken van prinssen, mevrouwen, geletterden, en andere staatsperzoonen dezer eeuwe. III. Verscheydene gedichten, &c. IV. De vragen en bedenkingen op ’t Vader-Onze. Gedrukt tot Harlingen, by Hero Galama, Boekverkoper by de Vismerkt. MDCLXV (1665).

## Citaat
Nu d’Indianen van zoo veel andere dingen, die onder dit algemeen gewelf voorvallen, apen en simmen voornamelik aanbidden, zouden zy hunnen oorsprong daar wel van daan trekken? Hoewel dit gevoelen noit vallen zal dan in koppen daar de laatste reden uit verhuist is; nochtans heeft het niet ontbroken aan lui, die hier toe schenen te hellen. Want is ’er niet, eer die landen ter deeg ontdekt waren, zoodanig een geschil by zommige verhandelt? Ik zeg u ja. In de schoolen van Spanjen heeft men geredeneert of ook d’Indianen van Adams afkomelingen waren, dan of zy niet eer zouden wezen een middelsoort, en een bastaartslach, tusschen de mensch en den aap. En voorzeker, zy mosten wel meinen dat het geen menschen waren, na Gods beeld geschapen; uit reden dat zy ter jaght dachten te gaan, en een eerlikke oeffening by d’ hand te nemen, wanneer zy ’er, met verwoede honden, onder ruiffelden. Inder waarheid men mocht die luiden, ’t hunner eerste ontdekking, ten opzicht van de regels, die ons de reden voorschrijft, wel onchristenen of barbaren noemen; maar niet ten opzicht van de Spanjaarts, die hun in allerlei soorten van onchristenheid te boven gingen. Zy waren van brein en vernuft zoo zeer niet misdeelt, dat zy niet veel onzer geslachtenaars ver boven ’t hoofd zouden hebben gezien. Een Ridder van groot oordeel verhaalt ’er krachtige blijken van gezien te hebben. Ik moet u een klein staaltjen van een groot laken geven. Daar is een minnedeuntjen van een verliefde Indiaan, die op een berg wezende een slang voorby zag schieten; oordeel uit mijn’ overzetting, wat zy voor bevallikheid in haar eige taal moet hebben; zoo zingt hy:
    O aller slangen bluf, wil zoo niet heene vlieten,

            Ei! strem uw schijfflend schieten;

            Ghy zult, door dat gerief,

    Aan my doen grooten dienst, en in my aan mijn lief.

                                  (Wetsteen, p. 89-90)